# Dut-Dut-Duah!
Dut-Dut-Duah! ist das Debütalbum der Kölner Band Wise Guys. Es erschien im November 1994.

## Geschichte und Inhalt
Da der Gruppe damals kein großes Budget zur Verfügung stand, wurde das Album innerhalb eines Wochenendes in einem Keller in der Kölner Südstadt aufgenommen.
Die CD enthält zu etwa zwei Dritteln Coverversionen von Liedern anderer Musiker (davon drei Beatles-Songs). Die selbstgeschriebenen Lieder auf Dut-Dut-Duah! stellen größtenteils Gemeinschaftskompositionen von Daniel Dickopf und Edzard Hüneke dar und sind bis auf zwei Ausnahmen englischsprachig. Das gilt auch für das erste selbstgeschriebene A-cappella-Stück der Wise Guys, Little sweet loving girl.
Insofern ist das Album untypisch für den späteren Stil der Band, der durch deutschsprachige Lieder von Dickopf geprägt ist. Es handelt sich auch um das einzige Album der Wise Guys, bei dem Gründungsmitglied Christoph Tettinger die Bassstimme singt. Er überließ seinen Platz in der Gruppe aus Zeitgründen im Folgejahr Ferenc Husta.
Wie auch die Nachfolger ist Dut-Dut-Duah! ein A-cappella-Album; lediglich drei Lieder werden mit Gitarre begleitet. Einige der Stücke zeigen in Text und Dialekt die kölsche Herkunft der Band.

## Titelliste
1. Eight Days a Week – 1:41
2. Wochenend und Sonnenschein – 1:27
3. Sunshine of My Life (D. Dickopf) – 2:57
4. Rollbrett – 3:07
5. Honey Pie – 1:46
6. Everything’s OK in the USA – 2:24
7. Wenn ich bei dir bin (E. Hüneke) – 1:49
8. Tie a Yellow Ribbon Round the Old Oak Tree – 2:55
9. Kölsche Jung in New York – 2:26
10. Another Weekend (E. Hüneke & D. Dickopf) – 1:55
11. Dance (E. Hüneke & D. Dickopf) – 1:37
12. Viele verachten die edle Musik – 1:20
13. Little Sweet Loving Girl (E. Hüneke & D. Dickopf) – 1:57
14. Wild World – 2:58
15. With a Little Help from My Friends – 2:36
16. Claudia (D. Dickopf) – 3:33